# Nogaredo
Nogaredo é uma comuna italiana da região do Trentino-Alto Ádige, província de Trento, com cerca de 1.663 habitantes. Estende-se por uma área de 3 km², tendo uma densidade populacional de 554 hab/km². Faz divisa com Villa Lagarina, Isera e Rovereto.